# Taiga (Stadt)
Taiga (russisch Тайга) ist eine Stadt in der Oblast Kemerowo (Russland) mit 25.331 Einwohnern (Stand 14. Oktober 2010), 21.717 Einwohnern (Stand 2025).

## Geographie

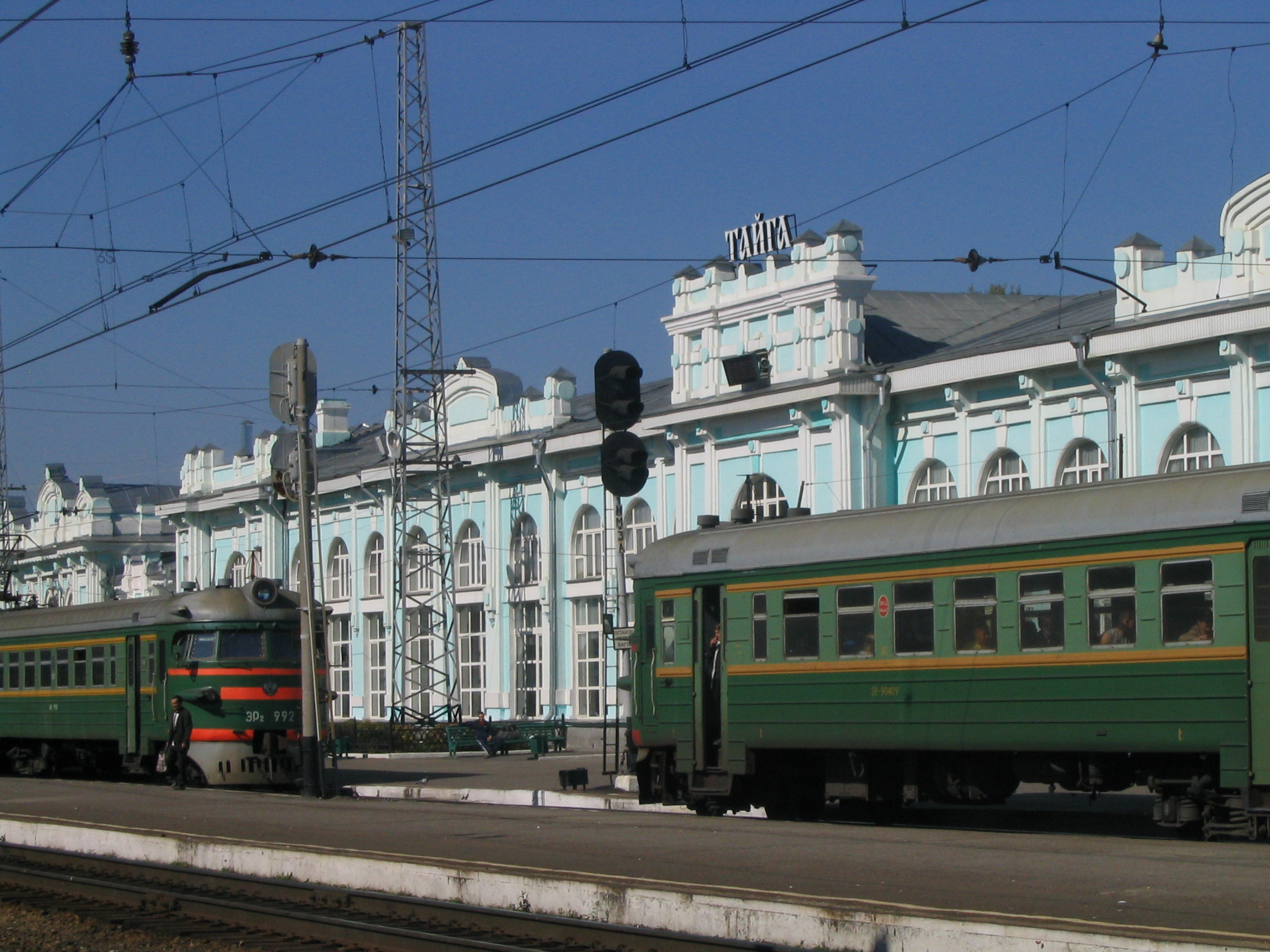
Der Bahnhof von Taiga

Die Stadt liegt im Norden der Oblast, etwa 100 km nördlich deren Hauptstadt Kemerowo. Das Klima ist kontinental.
Die Stadt Taiga ist der Oblast administrativ direkt unterstellt. Seit 2004 bildet sie den Stadtkreis Taiga, zu dem weiterhin die zwei Siedlungen (possjolok) Kedrowy und Tajoschny sowie die drei Ortschaften bei Bahnstationen (rasjesd) Kusel, Pichtasch und Suranowo gehören. Diese haben zusammen 2.093 Einwohner, sodass die Gesamteinwohnerzahl des Stadtkreises 27.424 beträgt (Volkszählung 2010).
Taiga ist eine Station an der auf diesem Abschnitt im Januar 1898 eröffneten Transsibirischen Eisenbahn (Streckenkilometer 3565 ab Moskau). Hier zweigt die gleichzeitig eröffnete Zweigstrecke nach Tomsk ab, die 1937 bis Assino und 1973 bis Bely Jar verlängert wurde.

## Geschichte
Taiga entstand ab Ende des 19. Jahrhunderts im Zusammenhang mit dem Bau und Betrieb der Transsibirischen Eisenbahn (1898 gilt als Gründungsjahr). 1925 erhielt der Ort Stadtrecht.

### Bevölkerungsentwicklung
| Jahr | Einwohner |
| ---- | --------- |
| 1926 | 10.900    |
| 1939 | 29.110    |
| 1959 | 33.860    |
| 1970 | 26.895    |
| 1979 | 25.248    |
| 1989 | 26.233    |
| 2002 | 24.726    |
| 2010 | 25.331    |

Anmerkung: Volkszählungsdaten (1926 gerundet)

## Kultur, Bildung und Sehenswürdigkeiten
In Taiga gibt es ein Städtisches Historisches Museum.
Es existiert eine Filiale der Staatlichen Omsker Verkehrshochschule (Омская государственная академия путей сообщения).

## Wirtschaft
Neben den Eisenbahnwerkstätten gibt es Betriebe der Baumaterialien-, Leicht- und Lebensmittelindustrie.

## Söhne und Töchter der Stadt
- Inna Makarowa (1926–2020), Schauspielerin
- Jana Danilowa (* 1996), Rugbyspielerin[3]